# Orlando Fantazzini
Orlando Fantazzini Neto (Guarulhos, 14 de setembro de 1958) é um advogado e político brasileiro filiado ao Cidadania. Foi deputado federal por São Paulo entre 2000 e 2007.

## Biografia
Orlando Fantazzini Neto nasceu em Guarulhos, em São Paulo, em 14 de setembro de 1958. É filho de Marcílio Fantazzini e de Geralda Del Busso Fantazzini.
Foi escrevente no Tribunal de Justiça de São Paulo em Guarulhos entre 1975 e 1987. Cursou jornalismo na Faculdade Brás Cubas, em Mogi das Cruzes, mas não concluiu o curso. Em 1986, formou-se em direito nas Faculdades Integradas de Guarulhos. Entre 1987 e 1988, especializou-se em direito agrário, pela Pontifícia Universidade Católica de Goiás.
Ainda na década de 1980, iniciou o seu ativismo político nas Comunidades Eclesiais de Base da Igreja Católica, em Guarulhos. Ao lado do jurista Hélio Bicudo, do padre católico Geraldo Mauzerol e do então secretário-geral da CNBB, dom Luciano Mendes de Almeida, ajudou a fundar o Centro de Defesa dos Direitos Humanos, em Guarulhos. Em 1987, se filiou ao Partido dos Trabalhadores.

### Carreira política
Orlando Fantazzini foi eleito vereador em Guarulhos nas eleições de 1988, sendo reeleito duas vezes, em 1992 e em 1996. Nas eleições de 1998, candidatou-se a deputado federal e obteve uma suplência. Assumiu o mandato na Câmara dos Deputados em 28 de dezembro de 2000. Em 2002, foi reeleito deputado federal para mais um mandato consecutivo.
Em 2002, Orlando foi presidente da Comissão de Direitos Humanos e Minorias da Câmara dos Deputados. Na comissão, o parlamentar criou, com o apoio de entidades da sociedade civil, a campanha Quem Financia a Baixaria é Contra a Cidadania, criticando a qualidade da programação da televisão no Brasil. A campanha convidava telespectadores a denunciar programas de televisão que supostamente violariam os direitos humanos e divulgava uma classificação (intitulada Ranking da Baixaria na TV) com os programas de TV mais denunciados e as empresas que patrocinavam os programas. A campanha obteve certo apoio político, mas ao mesmo tempo, foi acusada de defender a censura.
Em 2003, contrariando a direção nacional do PT, Orlando participou em Brasília de uma manifestação de servidores públicos contra a Reforma da Previdência Social proposta pelo governo do então presidente Lula que, entre outras medidas, instituía a cobrança de contribuição de servidores inativos. Além disso, absteve-se de votar na Câmara o texto principal da reforma. Devido a isso, o parlamentar foi suspenso por 60 dias pela executiva nacional do partido, o que o impediu de participar de reuniões da bancada do partido e das comissões especiais, exceto a participação nas comissões permanentes e nas votações do plenário.
Em 2005, em meio à crise no partido desencadeada pelo Escândalo do Mensalão, Orlando Fantazzini sai do PT, ao qual era filiado desde 1987, e se filia ao PSOL. Em outubro do ano seguinte, disputou a reeleição e obteve uma suplência. Deixou a Câmara dos Deputados em janeiro de 2007 e em outubro do mesmo ano, troca novamente de partido, se filiando ao PPS (atual Cidadania). Em 2008, disputou a prefeitura de Guarulhos nas eleições de 2008, mas não foi eleito. 

Nos anos de 2007 e 2008, também foi consultor no Alto Comissariado das Nações Unidas para Refugiados (ACNUR). Foi convidado pelo então prefeito de Guarulhos, Sebastião Almeida, para assumir a Secretaria Municipal de Habitação em 2009. Em 2012, com a reeleição de Sebastião Almeida, o prefeito reeleito manteve Orlando Fantazzini na Secretaria de Habitação.